# Мальков Микола Іванович (військовик)
Микола Іванович Мальков (16 травня 1952, м. Тобольськ, Росія — 10 грудня 2020, Київ) — український військовослужбовець, генерал-лейтенант (1996), кандидат військових наук (2002). Голова Адміністрації Державної спеціальної служби транспорту Міністерства оборони України (від 24 вересня 2004 року до 10 грудня 2020).

## Життєпис
Микола Мальков народився 16 травня 1952 року у місті Тобольську Тюменської області Російської Федерації.

Могила Миколи Малькова, Лісове кладовище

Закінчив Тюменське вище військово-інженерне командне училище (1974), командний факультет Військово-інженерну академію ім. В. Куйбишева, (1986), факультет підготовки фахівців оперативно-стратегічного рівня Академії Збройних сил України (1998).
Курсант Тюменського вищого військово-інженерного командного училища (1970—1974).
Від 1974 року проходив службу в інженерних військах Радянського Союзу. З 1988 року — командир 210-го понтонно-мостового полку, а від 1992 року — бригади. Від 1994 року служив в Національній гвардії України. З 2000 року Начальник залізничних військ України. Фундатор та перший Голова Адміністрації Державної спеціальної служби транспорту (2004—2020).
Помер 10 грудня 2020 року від коронавірусної хвороби. Похований на Лісовому кладовищі Києва.

## Нагороди
- орден «За заслуги» II (2020)[4], III (2008)[5] ст.,
- заслужений будівельник України (2004)[6],
- орден «За службу Батьківщині у Збройних Силах СРСР» III ст. (1981),
- медаль «За військову службу Україні» (1997)[7].
- почесний громадянин Гайворона[8].